# Nègrepelisse
Nègrepelisse är en kommun i departementet Tarn-et-Garonne i regionen Occitanien i södra Frankrike. Kommunen ligger i kantonen Nègrepelisse som tillhör arrondissementet Montauban. År 2022 hade Nègrepelisse 5 839 invånare.

## Befolkningsutveckling
Antalet invånare i kommunen Nègrepelisse
| Referens: INSEE |